# 함축
함축(含蓄, implicature)은 논리학 등에서 문장 p와 q가 명제일 때, p가 참이고 q가 거짓일 때만 거짓이 되고, 그렇지 않은 경우에는 모두 참이 되는 명제를 가리킨다. 이것은 "p가 참이면 q도 반드시 참이다"라는 정의로도 표현된다. 언어학에서는 함축(implicature)은 문자 그대로의 해석으로는 드러나지 않고 화용론(Pragmatics)적 추론 과정을 거쳐 드러나는 발화의 속 의미를 가리킨다. 발화가 협력의 원칙(cooperative principle) 따위를 위반할 때 발생한다고 본다.

## 함축된 결론
언어학에서 함축된 결론(含蓄된結論)은 적합성 이론(Relevance theory)의 용어 가운데 하나로, 화자가 전달하는 문맥(context)상의 함축이다. 예를 들어 “명품 의류를 빌려주는 가게가 있는데 같이 가 볼래?”라는 친구의 질문에 영희가 “난 좀 무서운데? 난 비싼 옷에 관심없어.”라는 대답을 했다면, 이때 “영희는 명품 의류를 빌리는 것에 관심이 없다.”가 함축된 결론이라고 할 수 있다.

## 기호
| 기호                    | 예약어   |
| +>                      | 함축     |
| \+>                     | 함축부정 |
| >>                      | 전제     |
| {\displaystyle \Vdash } | 함의     |

A >> B : A가 B를 전제한다.

## 같이 보기
- 전제